# Klinikum Ansbach

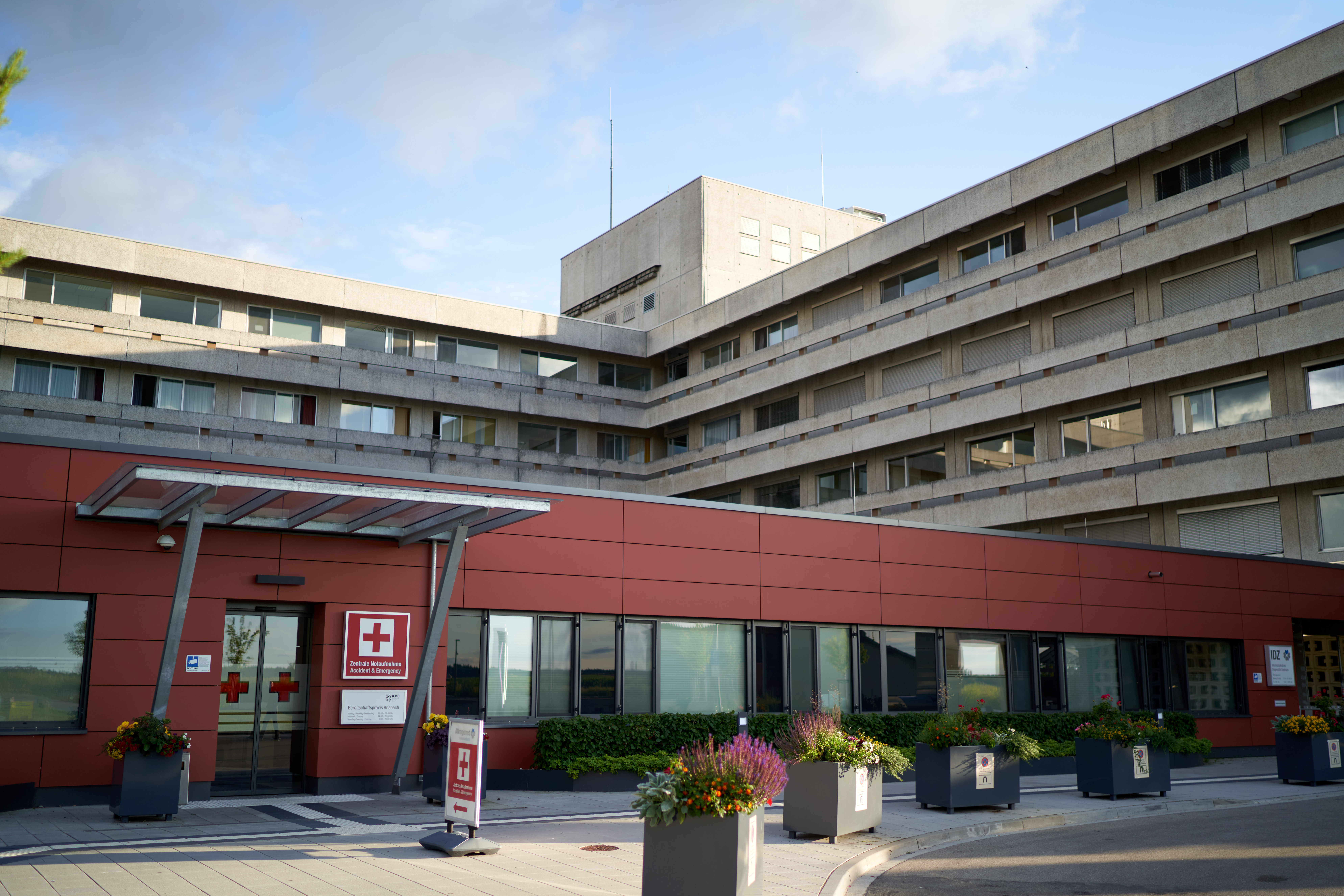
Notaufnahme der Klinik Ansbach

Das Klinikum Ansbach ist eine lokale Klinik in Ansbach. Sie liegt im Norden der Stadt im Stadtteil Strüther Plateau. Das Klinikum ist im ANregiomed Verband organisiert und teilt sich eine Verwaltung mit den Kliniken in Dinkelsbühl, Rothenburg ob der Tauber und Feuchtwangen.

## Fachbereiche
Die Klinik Ansbach hat folgende Schwerpunkte und Fachbereiche:
- Interdisziplinäres Diagnosezentrum
- Anästhesie / Intensivmedizin
- Augenheilkunde
- Chirurgie
- Gynäkologie und Geburtshilfe
- HNO-Heilkunde
- Innere Medizin
- Kinderheilkunde
- Labormedizin
- Palliativmedizin
- Radiologie
- Schmerztherapie
- Strahlentherapie und Radioonkologie
- Physiotherapie
- Urologie
- Zentrale Notaufnahme
- Operatives Aufnahmezentrum
- Pflege

Für psychiatrische Beschwerden gibt es in Ansbach eine eigene Klinik der Bezirkskliniken Mittelfranken. Um die richtige Abteilung zu finden, bietet die Website der Klinik einen „Körpernavigator“ an.